# Hinterbliebenenleistungen
Hinterbliebenenleistungen sind Geldleistungen an unterhaltsberechtigte Angehörige, die diesen aus Anlass des Todes der unterhaltspflichtigen Person von dritter Seite gezahlt werden.  
Hierzu zählen vorrangig Renten an Hinterbliebene; hinzu kommen im Todesfall zur Deckung von Kosten der Bestattung gezahlte Leistungen (Sterbegeld).
Gesetzliche Hinterbliebenenleistungen werden erbracht
- in Deutschland: Witwen- und Waisenrente aus der gesetzlichen Rentenversicherung;[1] Hinterbliebenenversorgung nach dem Beamtenversorgungsgesetz und in der berufsständischen Versorgung; Leistungen an Hinterbliebene aus der gesetzlichen Unfallversicherung sowie nach dem Sozialen Entschädigungsrecht
- in Österreich: siehe Allgemeines Sozialversicherungsgesetz (ASVG)
- in der Schweiz: siehe Alters- und Hinterlassenenversicherung (AHV).

## Überblick europaweit
Zu den Empfängern von Hinterbliebenenleistungen gehören (Ehe-)Partner und Kinder des Verstorbenen und eventuell die Eltern, je nach Umständen auch Stief- und Pflegeeltern, welche der Verstorbene vor seinem Tod finanziell unterstützte. Partner in gesetzlich eingetragenen Partnerschaften haben vielfach ein Ehepartnern ähnliches Recht entsprechende Ansprüche; es sind auch Ansprüche für Stiefkinder, Enkelkinder oder Pflegekinder möglich (siehe auch Waisenrente).
Man unterscheidet zwischen beitragsabhängigen Leistungen einerseits, die auf erworbenen Rechten basieren (in der Regel basierend auf Einzahlungen in das Sozialversicherungssystem oder in private Versicherungen), und beitragsunabhängigen Systemen andererseits, welche eine allgemeine Absicherung für ältere verwitwete Einwohner oder für Witwer/Witwen unter einer bestimmten Einkommensgrenze darstellen und  zumeist steuerfinanziert sind.
Hinterbliebenenleistungen werden in vielen Staaten in Form einer Hinterbliebenenrente aus dem gesetzlichen Rentensystem gezahlt oder aber, falls der Tod aufgrund eines Arbeitsunfalls oder einer Berufskrankheit eingetreten ist, aus der gesetzlichen Unfallversicherung.
Bei Hinterbliebenenleistungen unterscheidet man des Weiteren zwischen Rentenleistungen vor oder nach Renteneintritt, je nachdem, ob der Tod vor oder nach dem Beginn der Zahlung von Rentenleistungen eintrat.
Witwen-/Witwerrenten können vom Arbeitnehmerentgelt des Verstorbenen abhängig sein, meist in Form eines Anteils desjenigen Betrages, den der Verstorbene als Altersrente bezogen hätte, oder sie können Pauschalzahlungen sein. Zahlbar sind Witwen-/Witwerrenten auf Lebenszeit oder für die Dauer einer von der Ehedauer abhängigen Zeitspanne, wobei es bei vergleichsweise jungen Witwen/Witwern weitergehende Einschränkungen geben kann; meist erlöschen Ansprüche auf Witwen-/Witwerrente, sobald der Leistungsempfänger erneut heiratet.
Private Vorsorge, die Hinterbliebene im Todesfall absichert, ist etwa in Form von Lebensversicherungen (beispielsweise Sterbegeldversicherungen und andere Kapitallebensversicherungen) oder von privaten Rentenversicherungen (mit Beitragsrückgewähr im Todesfall und/oder Hinterbliebenenschutz) möglich. Auch einige Betriebsrenten umfassen Versorgungsleistungen im Falle des Todes eines Arbeitnehmers.